# Łokomotyw Dworiczna
Łokomotyw Dworiczna (ukr. Футбольний клуб «Локомотив» Дворічна, Futbolnyj Kłub "Łokomotyw" Dworiczna) – ukraiński klub piłkarski z siedzibą w miejscowości Dworiczna w obwodzie charkowskim.

## Historia
Chronologia nazw:
- 19??—2005: Respublika Dworiczna (ukr. «Республіка» Дворічна)
- 2006: Łokomotyw Dworiczna (ukr. «Локомотив» Дворічна)

Piłkarska drużyna Respublika została założona w miejscowości Dworiczna.
Do 2006 występował tylko w rozgrywkach Mistrzostw i Pucharu obwodu charkowskiego.
W 2006 zespół zmienił nazwę na Łokomotyw Dworiczna i startował w rozgrywkach Amatorskiej Ligi. Następnie zgłosił się do rozgrywek w Drugiej Lidze.
W sezonie 2006/07 debiutował w Drugiej Lidze, grupie B. Jednak po 4 kolejkach zrezygnował z dalszych występów i został pozbawiony statusu klubu profesjonalnego. Wyniki ligowe z udziałem klubu zostały anulowane. Klub został rozwiązany.

## Sukcesy
- 16 miejsce w Drugiej Lidze, grupie B:

2006/07
- 1/32 finału Pucharu Ukrainy:

2006/07